# 源朝長
源 朝長（みなもと の ともなが、旧字体：源 朝󠄁長）は、平安時代末期の武将。源義朝の次男。母は波多野義通の妹。源頼朝・義経の異母兄。相模国松田郷を領して松田冠者（まつだのかじゃ）と号した。また、松田殿とも呼ばれた。
父や兄弟とともに平治の乱で平清盛らと戦うが敗れ、父や兄弟とともに東国へ落ちる途中で僧兵の落人狩りで負傷し、傷が悪化して死亡した。

## 生涯
平治の乱以前の朝長の生涯においては、任官の記録が確認されている。保元4年（1159年）2月、鳥羽天皇皇女姝子内親王（後の高松院）が二条天皇の中宮として立后した際、その中宮少進に任じられている。また、この頃には従五位下の位階を得ていた。同じころ異母弟の頼朝は、女院号を得た上西門院の蔵人に任じられている。
平治元年（1159年）12月、父の義朝は反信西派の中心にあった藤原信頼と結んで京でクーデターを起こして三条殿を襲撃、その後同じく信頼と結んだ源光保によって信西は討ち取られた（平治の乱）。だが、熊野参詣に出ていた平清盛が政権掌握後信頼と険悪になった二条天皇派と手を結び二条天皇を自陣営に迎え、後白河上皇も内裏を出てしまう。
12月26日に信頼・義朝討伐の宣旨が下り、平氏の軍勢が内裏に押し寄せた。朝長は兄の義平、弟の頼朝とともに内裏の守りについた。この時、朝長は16歳。やがて戦闘が始まるが『愚管抄』によると信頼方は合戦が始まるとすぐ京の市街地に出て、やがて六波羅へと押し寄せたが、最後は十騎程度の兵力となり敗北。都を脱出する。
義朝は少人数となった子や一族郎党とともに京を落ち再挙すべく東国を目指すが、大原（現京都市左京区大原）の竜下越で落人狩りの比叡山の山法師が行く手を遮ったため合戦となり、義朝の大叔父の義隆は首筋に矢を受けて落馬、朝長も左腿に矢を受けてしまい、鐙（あぶみ）を踏みかねた。義朝が「矢を受けたか、常に鐙を踏み、敵に裏に回り込まれるなよ」と励ますと、朝長は「私は大丈夫です。それよりも陸奥六郎（義隆）殿が深手を負われています」と気丈に答えた。
一行はなんとか山法師を蹴散らして先へ進むが、近江国堅田の浦で義隆の首を埋葬し、その後逃亡を続ける。その間、年若い頼朝は疲れ果てて脱落してしまう。一行は美濃国青墓宿（岐阜県大垣市）に着いた。ここの長者大炊は義朝の妾の一人であった。一行はここでもてなされて休息した。
ここで義朝は義平と別れ義平は東山道へ向かった。義朝は朝長を東海道に向かう自分に同行させようとするが、朝長は傷の悪化を理由にそれを拒否。父の義朝に頼んで殺害してもらったという。
「金比羅本」『平治物語』によると義朝は甲斐信濃へ赴き兵を募るよう命じ、兄弟は承知し、直ちに宿を出た。朝長は左脚に傷を負っており、心細げに兄に「信濃はどちらの方でしょう」と問うと、義平は雲をにらんで「あっちだ」と言うと、さっさと飛騨の方へ駆け去ってしまった。朝長はひとり信濃へ向かうが、傷が悪化してどうにも進めなくなり、やむなく青墓宿へ引き返した。義朝は「情けない奴だ。頼朝ならば年若くてもこうではあるまい」と怒ったと書かれているが、古態本『平治物語』には朝長が信濃へ行こうとして引き返した話は一切出てこない。また小説家の海音寺潮五郎は『武将列伝』（文春文庫）で「仮にも息子に対してこんなことを言ったとすれば義朝の人格には重大な欠陥がある。おそらく鎌倉幕府成立以降の文献が頼朝を持ち上げようとしたあまり筆がすべったのであろう」と書いている。「金比羅本」『平治物語』ではその続きに義朝が「傷が癒えるまで、ここに留まっていろ」と言うと、朝長は「ここに居ては敵に捕らえられてしまいます。どうか父上の手で私をお討ちになり、後の憂いのないようにしてください」と懇願した。「お前は不覚者だと思っていたが、やはり俺の子だ」と言うと太刀を抜く。驚いた大炊と延寿が慌てて止めに入り、義朝は「こやつの性根を試してやっただけだ」と太刀を納めた。その夜、義朝は「大夫（朝長）は如何か」と寝所の朝長に問いかけた。朝長は「お待ちしておりました」と答えて念仏を唱えた。義朝は太刀を抜き我が子の胸を三度刺して首をはね、遺骸に衣をかけた。義朝は悲しみに涙を流した。義朝は大炊に「朝長を見ておいてくれ」と言い残すと出立した。朝長が朝になっても出てこないために、心配になった大炊が様子を見に行き、義朝の言った意味が「供養せよ」ということだと分かった。
古態本『平治物語』では義朝は「なんとかついてこられないか」と朝長を励ますが「無理です」と朝長が答えたためやむを得ず、義朝は朝長を殺害した、と記載されている。
その後、尾張国で義朝は長田忠致の裏切りにあって殺され、首は京へ送られた。
大炊は朝長の亡骸を丁重に埋葬したがやがて平氏の知るところとなり、墓は暴かれ朝長の首を取られて、京の六条河原に義朝とともに晒された。朝長の首は守役だった大谷忠太が奪い返し、遠江国豊田郡友永村（現静岡県袋井市友永(ともなが)）に埋葬した。そのため朝長の胴の墓は岐阜県大垣市に、首の墓は静岡県袋井市に二つある。
江戸時代の俳人松尾芭蕉は青墓の朝長の墓所を訪れて「苔埋む蔦のうつつの念仏哉」と詠んでいる。
また、修羅能の演目に朝長の死を扱った『朝長』がある。